# Neuschönau
Neuschönau est une commune de Bavière (Allemagne), située dans l'arrondissement de Freyung-Grafenau, dans le district de Basse-Bavière.

## Baumwipfelpfad Neuschönau

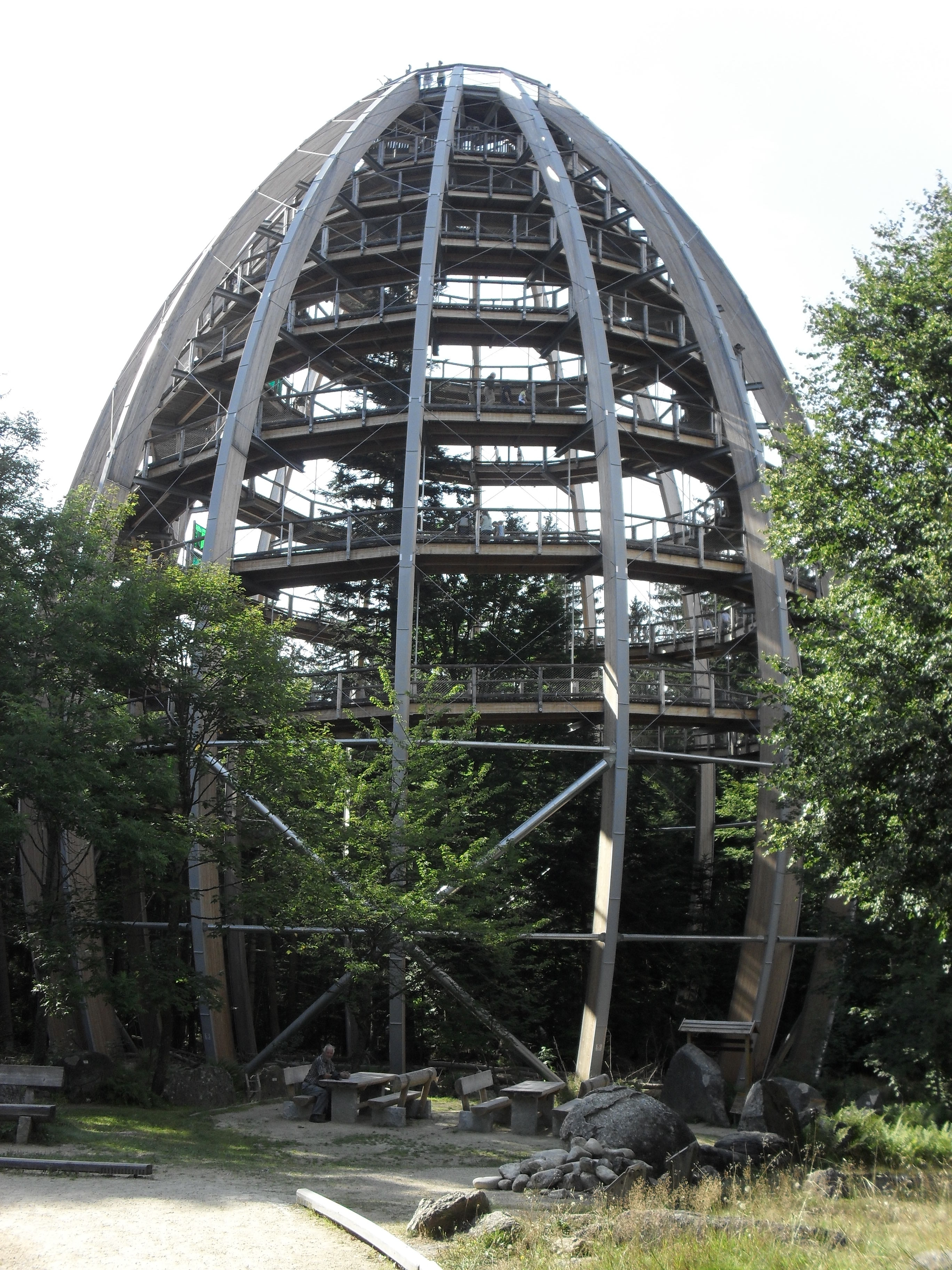
La tour en bois de Neuschönau
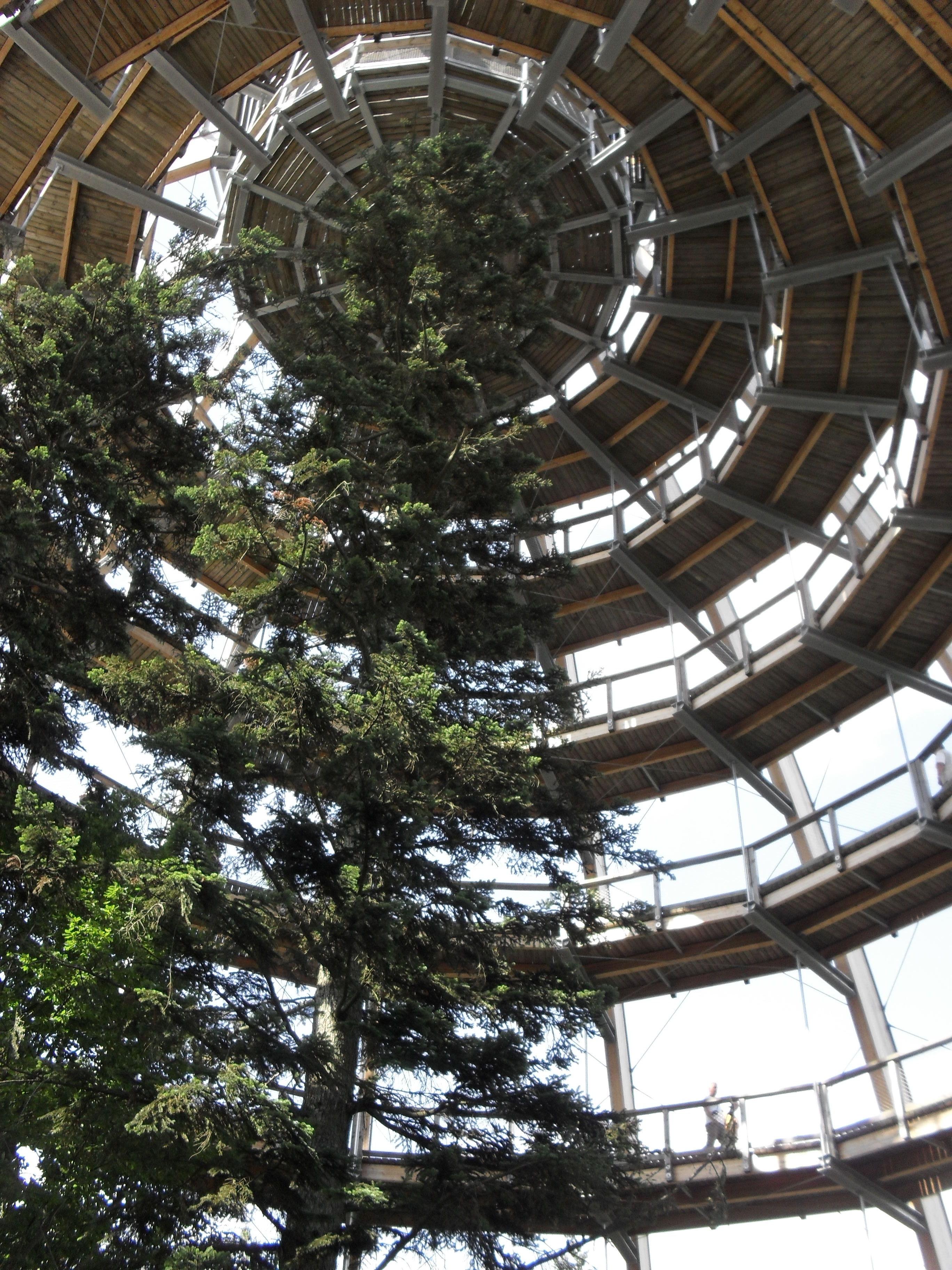
La rampe d'accès vers le sommet des arbres
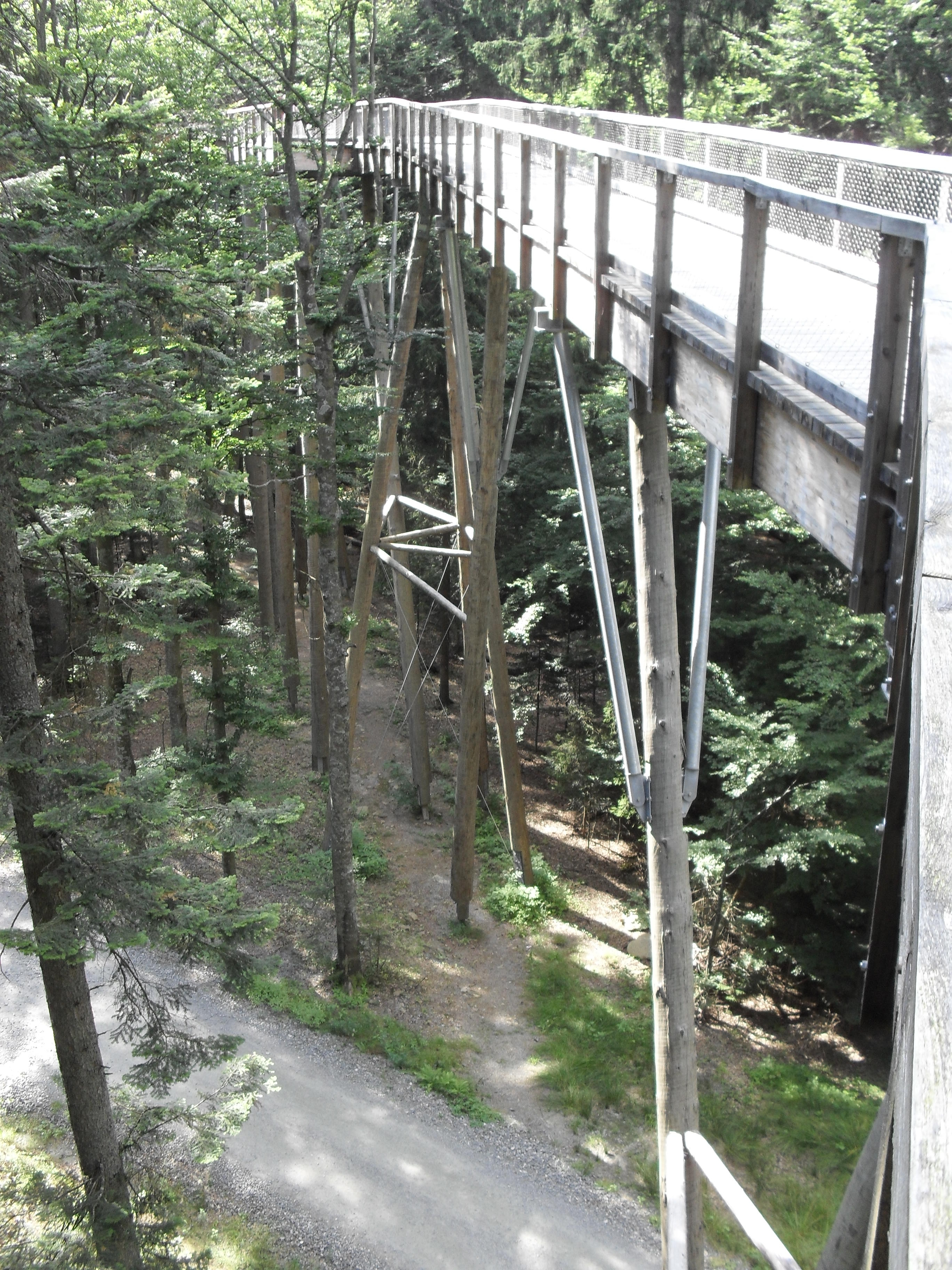